# 第2次ソールズベリー侯爵内閣

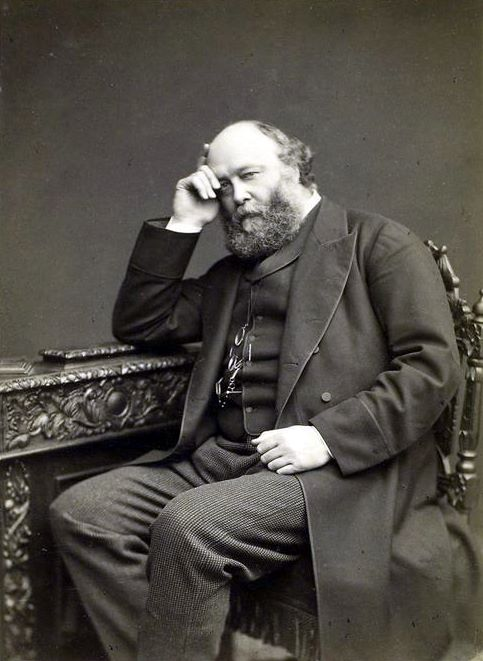
第3代ソールズベリー侯爵ロバート・ガスコイン＝セシル

第2次ソールズベリー侯爵内閣（英語: Second Salisbury ministry）は、1886年7月から1892年8月まで続いた保守党党首第3代ソールズベリー侯爵ロバート・ガスコイン＝セシルを首相とするイギリスの内閣である。保守党単独政権だが、自由統一党が閣外協力していた。

## 成立の経緯
1886年2月に成立した自由党政権第3次グラッドストン内閣は、アイルランド自治法案を議会に提出したが、ホイッグ貴族の領袖ハーティントン侯爵スペンサー・キャヴェンディッシュ（後の第8代デヴォンシャー公爵）や新急進派の領袖ジョゼフ・チェンバレンら自由党内アイルランド自治反対派が強く反発した。彼らは自由党を離党して自由統一党を結成し、保守党と連携してアイルランド自治法案を庶民院で否決に追い込んだ。グラッドストン首相は1886年6月から7月にかけてアイルランド自治の是非を問う解散総選挙に踏み切ったが、保守党316議席、自由党196議席、自由統一党74議席、アイルランド議会党85議席という自由党惨敗の結果に終わり、総辞職を余儀なくされた。一方、保守党も単独過半数には届かなかったため、自由統一党がキャスティング・ボートを握った。
保守党党首第3代ソールズベリー侯爵ロバート・ガスコイン＝セシルは、自由統一党党首ハーティントン侯爵に保守党・自由統一党連立内閣の首相になってほしいと打診したが、ハーティントン侯爵はチェンバレンの自由党返りを警戒して自由統一党は閣外協力に留めたいと返答した。その結果、1886年7月25日にソールズベリー侯爵がヴィクトリア女王より組閣の大命を受け、保守党単独内閣を組閣することになった。
しかし保守党は単独過半数を持っていないため、その政権運営は自由統一党の閣外協力に依存していた。自由統一党の二巨頭の一人チェンバレンはソールズベリー侯爵内閣の一般政策を支持する見返りとして、地方自治の農村への拡張、土地改革制度推進を要求した。これがソールズベリー侯爵が保守的でありながら一定の政治改革を行う背景となった。

## 主な政策
1887年には閣外のチェンバレンの後押しで労働者配分地法を制定して農業労働者への低利での配分地を推進した。アイルランド政策はアイルランド担当大臣アーサー・バルフォアが主導した。1887年8月にはアイルランド強圧法を制定し、アイルランド独立運動を激しく弾圧した。同時に「バルフォア法」を制定することでアイルランド小作農の土地購入を推進した。1888年には地方自治法を制定し、イングランドとウェールズを行政州(Administrative County)や特別市に分け、それぞれに代議制の州議会を設置した。1892年にはチェンバレンの後押しで小農地保有法を制定し、小作農の土地保有を推進した。
内閣発足当初は初代イデスリー伯爵スタッフォード・ノースコートが外務大臣だったが、人のいいイデスリー伯爵では「鉄血宰相」の異名をとるドイツ首相オットー・フォン・ビスマルク侯爵と渡り合っていくことが困難だったため、ソールズベリー侯爵は1887年1月にも彼を更迭し、自ら外相を兼務した。植民地問題でのイギリスの孤立を恐れていたソールズベリー侯爵はビスマルクとの連携を重視する外交を展開した。ビスマルクの勧めに従って、1887年2月から3月にかけてイタリアやオーストリアと秘密協定地中海協定を締結し、イギリスを「ビスマルク体制」の中に入れた。加熱する列強のアフリカ分割に積極的に参加し、王立ニジェール会社や南アフリカ会社など貿易と植民の独占権を与えた勅許会社を次々に創設した。またナイジェリア内陸部への武力侵攻を推し進めた。1889年には海軍力世界第二の国と第三の国を合わせた海軍力より巨大な海軍力を持つという「二国基準」を定め、海軍増強を目指した。

## 総辞職の経緯
1892年6月末の解散総選挙は、自由党274議席、保守党269議席、アイルランド議会党81議席、自由統一党46議席という結果になった。
これを受けて第二次ソールズベリー侯爵内閣は退陣し、8月18日に自由党政権第四次グラッドストン内閣が成立した。

## 閣内大臣一覧
| 職名                   | 氏名                                   | 在任期間               |
|                        |                                        |                        |
| 首相 貴族院院内総務    | 第3代ソールズベリー侯爵                | 1886年7月 – 1892年8月  |
|                        |                                        |                        |
| 第一大蔵卿             | 第3代ソールズベリー侯爵                | 1886年8月 – 1887年1月  |
| 第一大蔵卿             | ウィリアム・ヘンリー・スミス           | 1887年1月 – 1891年10月 |
| 第一大蔵卿             | アーサー・バルフォア                   | 1891年10月 – 1892年8月 |
| 大法官                 | 初代ハルズベリー伯爵                   | 1886年8月 – 1892年8月  |
| 枢密院議長             | 初代クランブルック伯爵                 | 1886年8月 – 1892年8月  |
| 王璽尚書               | 第5代カドガン伯爵                      | 1887年4月 – 1892年8月  |
| 内務大臣               | ヘンリー・マシューズ                   | 1886年8月 – 1892年8月  |
| 外務大臣               | 初代イデスリー伯爵                     | 1886年8月 – 1887年1月  |
| 外務大臣               | 第3代ソールズベリー侯爵                | 1887年1月 – 1892年8月  |
| 植民地大臣             | エドワード・スタンホープ               | 1886年8月 – 1887年1月  |
| 植民地大臣             | サー・ヘンリー・ホランド准男爵         | 1887年1月 – 1892年8月  |
| 陸軍大臣               | ウィリアム・ヘンリー・スミス           | 1886年8月 – 1887年1月  |
| 陸軍大臣               | エドワード・スタンホープ               | 1887年1月 – 1892年8月  |
| インド担当大臣         | 初代クロス子爵                         | 1886年8月 – 1892年8月  |
| 財務大臣               | ランドルフ・チャーチル卿               | 1886年8月 – 1886年12月 |
| 財務大臣               | ジョージ・ゴッシェン                   | 1886年12月 – 1892年8月 |
| 海軍大臣               | ジョージ・ハミルトン卿                 | 1886年8月 – 1892年8月  |
| 通商長官               | サー・フレデリック・スタンリー         | 1886年8月 – 1888年2月  |
| 通商長官               | サー・マイケル・ヒックス・ビーチ准男爵 | 1888年2月 – 1892年8月  |
| アイルランド担当大臣   | サー・マイケル・ヒックス・ビーチ准男爵 | 1886年8月 – 1887年3月  |
| アイルランド担当大臣   | アーサー・バルフォア                   | 1887年3月 – 1891年11月 |
| アイルランド大法官     | 初代アシュバーン男爵                   | 1886年8月 – 1892年8月  |
| スコットランド担当大臣 | アーサー・バルフォア                   | 1886年11月 – 1887年3月 |
| スコットランド担当大臣 | 後任は閣外大臣                         |                        |
| 農業長官               | 新設                                   | 新設                   |
| 農業長官               | ヘンリー・チャップリン                 | 1889年9月 – 1892年8月  |
| 地方行政長官           | チャールズ・リッチー                   | 1887年4月 – 1892年8月  |
| ランカスター公領大臣   | 初代クランブルック伯爵                 | 1886年8月 – 1886年8月  |
| ランカスター公領大臣   | ジョン・マナーズ卿                     | 1886年8月 – 1892年8月  |
| 無任所大臣             | サー・マイケル・ヒックス・ビーチ准男爵 | 1887年3月 – 1888年2月  |
| 庶民院院内総務         | ランドルフ・チャーチル卿               | 1886年8月 – 1887年1月  |
| 庶民院院内総務         | ウィリアム・ヘンリー・スミス           | 1887年1月 – 1891年10月 |
| 庶民院院内総務         | アーサー・バルフォア                   | 1891年10月 – 1892年8月 |